# Super Polsat
Super Polsat è una rete televisiva generalista polacca gestita e di proprietà di Cyfrowy Polsat che trasmette in lingua polacca.
Ha iniziato le trasmissioni il 2 gennaio 2017 e trasmette programmi derivati da famosi format già andati in onda su Polsat come Dancing with the Stars. Taniec z gwiazdami (basato sullo stesso format di Ballando con le stelle), Must Be the Music. Tylko Muzyka, Wyspa przetrwania (basato sullo stesso format di Survivor) oltre a serie televisive (come Przyjaciółki), telegiornali e film.
Per Super Polsat sono stati prodotti anche i seguenti programmi:
- Joker – game show
- SuperLudzie – documentario
- Taxi kasa – game show
- Gwiazdy rocka – talent show